# ويليام لين كروفورد
ويليام لين كروفورد (بالإنجليزية: William Lyne Crawford)‏ هو محامي وسياسي أمريكي، ولد في 23 يناير 1839 بمقاطعة كلاي في الولايات المتحدة، وتوفي في 17 فبراير 1920 في نفس البلد. انتخب عضو مجلس نواب تكساس.